# كريستال لوي
كريستال لوي هي عارضة وممثلة كندية، ولدت في 20 يناير 1981 بفانكوفر في كندا.

## أعمال

### أفلام
- (2002) أرق[4]
- (2006) الوجهة النهائية 3[5]
- (2006) فيلم مخيف 4
- (2007)  ظهور المتزلج الفضي
- (2007)  نهاية مميتة
- (2007) حظا سعيدا تشاك[6]
- (2017) وندر[7]

## وصلات خارجية
- كريستال لوي على موقع IMDb (الإنجليزية)
- كريستال لوي على موقع ألو سيني (الفرنسية)
- كريستال لوي على موقع أول موفي (الإنجليزية)
- كريستال لوي على موقع قاعدة بيانات الأفلام السويدية (السويدية)
- كريستال لوي على موقع قاعدة بيانات الفيلم (الإنجليزية)
- كريستال لوي على موقع كينوبويسك (الروسية)